# Caltabellotta
Caltabellotta er en italiensk by (og kommune) i regionen Sicilien i Italien, med omkring 3.194(2023) indbyggere. 